# Kaniczki
Kaniczki – wieś w Polsce położona w województwie pomorskim, w powiecie kwidzyńskim, w gminie Sadlinki.
W latach 1975–1998 miejscowość administracyjnie należała do województwa elbląskiego.
W Kaniczkach znajdował się drewniany pomennonicki dom podcieniowy z XVIII w., obecnie przeniesiony do Olenderskiego Parku Etnograficznego w Wielkiej Nieszawce.